# Campeonato Catarinense de Futebol de 1996
O Campeonato Catarinense de Futebol de 1996 foi a 71ª edição da principal divisão do futebol catarinense. Teve uma das decisões mais polêmicas, por diversas vezes mudou-se a partida que iria apontar o campeão catarinense. Com direito a gol anulado nos últimos segundos, batalhas judiciais e diversas datas marcadas para a grande final, que só foi acontecer em dezembro. 
A véspera da final, marcada para o dia 13 de julho, o Joinville ficou hospedado em um hotel que ficava bem no centro da cidade de Chapecó. Durante a noite, um grupo de torcedores da Chapecoense ficou soltando fogos perto do hotel. A polícia foi chamada, dava uma volta próximo do local e, quando ia embora, os fogos retornavam. Assim seguiu durante toda a madrugada. Na manhã seguinte, o então presidente do Joinville, Vilson Florêncio, decidiu deixar Chapecó e não ir a campo, pelas condições emocionais do time e por temer pela segurança física dos seus atletas. O árbitro Dalmo Bozzano, então, declarou a Chapecoense vencedora por W.O.
O Joinville recorreu da decisão do árbitro e pediu um novo jogo, em campo neutro. Depois de batalhas judiciais, uma nova decisão foi marcada para o dia 18 de dezembro. No entanto, o duelo ocorreu no Oeste do Estado. A Chape havia perdido o primeiro jogo por 2 a 0 e precisava vencer para levar a decisão para a prorrogação. Fez 1 a 0 no tempo normal, com Marquito, e chegou aos 2 a 0 na prorrogação, com Gilmar Fontana, e ficou com a taça.

## Regulamento

### Primeiro Turno
- Primeira fase: Os dez participantes jogam todos contra todos, em turno único. O campeão garante vaga no quadrangular semifinal.

### Segundo Turno
- Primeira fase: Os dez participantes jogam todos contra todos, em turno único. o campeão garante vaga no quadrangular semifinal  A única diferença em relação ao Primeiro Turno é que o mando de campo será invertido.

Quadrangular Semifinal
Campeão do 1° turno 
Campeão do 2° turno
1° índice técnico ( soma de pontos Turno + segundo turno)
2° Índice Técnico ( soma de pontos Turno + segundo turno)
quadrangular disputados em dois turno onde o campeão de cada turno estará garantido na final.

### Final
A final será disputada em duas partidas envolvendo os campeões do Primeiro Turno e do Segundo Turno do quadrangular . O clube de melhor campanha terá direito a mando de campo no segundo jogo.

## Equipes participantes
| Equipe        | Cidade         | Em 1995 | Estádio                            | Capacidade | Títulos (mais recente) |
| ------------- | -------------- | ------- | ---------------------------------- | ---------- | ---------------------- |
| Avaí          | Florianópolis  | 11º     | Ressacada                          | 17.800     | 12 (1988)              |
| Blumenau      | Blumenau       | 7º      | Deba                               | 4.000      | 0 (não possui)         |
| Brusque       | Brusque        | 13º     | Augusto Bauer                      | 5.000      | 1 (1992)               |
| Chapecoense   | Chapecó        | 2º      | Índio Condá                        | 15.000     | 1 (1977)               |
| Criciúma      | Criciúma       | 1º      | Heriberto Hülse                    | 22.000     | 7 (1995)               |
| Figueirense   | Florianópolis  | 3º      | Orlando Scarpelli                  | 19.069     | 9 (1994)               |
| Jaraguá AC    | Jaraguá do Sul | –       | João Marcatto                      | 6.000      | 0 (não possui)         |
| Joinville     | Joinville      | 10º     | Ernestão                           | 5.000      | 10 (1987)              |
| Marcílio Dias | Itajaí         | 5º      | Hercílio Luz                       | 10.000     | 1 (1963)               |
| Tubarão FC    | Tubarão        | 6º      | Estádio Domingos Silveira Gonzales | 6.000      | 0 (não possui)         |

## Final
Primeiro jogo
| 6 de julho | Joinville | 2 – 0 | Chapecoense | Ernestão, Joinville |
|            |           |       |             |                     |

Segundo jogo
| 18 de dezembro | Chapecoense                              | 2 – 0 | Joinville | Índio Condá, Chapecó |
|                | Marquito 40' · Gilmar Fontana (pro) 118' |       |           |                      |

## Premiação
| Campeonato Catarinense de 1996  |
| ------------------------------- |
|                                 |
| Chapecoense Campeão (2º título) |

## Artilharia
| Gols | Jogador      | Time        |
| ---- | ------------ | ----------- |
| 11   | Marcos Paulo | Joinville   |
| 10   | índio        | Chapecoense |